# 山内佑太郎
山内 佑太郎（やまうち ゆうたろう、1978年1月25日 - ）は、日本の男性キックボクサー。東京都出身。HALEO TOP TEAM所属。本名および過去のリングネームは山内 裕太郎（読み同じ）。
デビュー当時は作真会館所属であったが、その後、AJジム、POWER OF DREAM、TEAM Pitbullの所属を経て2012年12月22日の試合よりHALEO TOP TEAM所属となった。

## 来歴
2002年1月4日、全日本キックボクシング連盟（AJKF）でプロデビュー。
2002年5月3日、東京武道館第一武道場で行われた第13回全日本新空手道選手権大会の軽中量級に出場し、3位入賞。
2002年12月8日に開幕した全日本ウェルター級王座決定トーナメントに出場。1回戦、準決勝をクリアし、2003年3月8日の決勝で三上洋一郎にKO勝ち。全日本ウェルター級王座を獲得した。
2003年10月19日、J-NETWORK興行でJ-NETウェルター級王者SHINと対戦。1Rに右ローキックで3度ダウンを奪いKO勝ち。
2004年1月4日、全日本ウェルター級タイトルマッチで山本優弥と対戦し、判定勝ち。初防衛に成功した。
2004年11月19日、全日本ウェルター級タイトルマッチで山本優弥と再戦し、引き分け。2回目の防衛に成功した。
2005年11月、全日本ウェルター級王座を返上。
2005年12月17日、スイスでWPKC世界ウェルター級王座決定戦をミケール・コーライと行い、KO負け。王座獲得に失敗した。
2006年3月19日に開幕した初代全日本スーパーウェルター級王座決定トーナメントに出場。1回戦で小松隆也にKO勝ち。4月21日の準決勝で吉武龍太郎に判定勝ち、決勝で濱崎一輝にKO勝ち。初代全日本スーパーウェルター級王座を獲得した。
2006年7月9日、M-1ムエタイチャレンジでクンタップ・ウィラサクレックと対戦し、判定勝ち。2Rにバッティングによりクンタップに減点1があったが、減点がなければドローであった。この試合で左肋骨を2本折り、全治2か月の怪我を負った。
2007年1月4日、全日本スーパーウェルター級タイトルマッチで望月竜介と対戦。3Rに頭部から出血させるなどして最後はパンチ連打でスタンディングダウンを奪いKO勝ち。初防衛に成功した。
2007年3月29日に初制定された「WBCムエタイ日本ランキング委員会」の日本ムエタイランキングでスーパーウェルター級1位となった。
2007年4月4日、K-1初参戦となったK-1 WORLD MAX 2007 〜世界最終選抜〜でドラゴと対戦。山内は1Rに後ろ回し蹴りで1度、2Rに右ローキックで2度、3Rに左前蹴りと右ローキックで2度、と計5度ダウンを奪われ、最後はタオル投入によりTKO負け。
2007年8月、右足前脛骨筋部分断裂で全治2か月の怪我を負った。9月29日に行われる予定であった70kgトーナメント「70's」開幕は山内の欠場により11月18日に延期された。
2007年11月18日、「70's」1回戦で喜入衆にカットによるTKO勝ち。2008年1月4日の準決勝では白虎に判定負け。
2008年10月17日、全日本スーパーウェルター級タイトルマッチで望月竜介と対戦し、跳び膝蹴りでKO勝ち。2度目の防衛に成功した。
2009年3月14日、K-1ルールの大会「Krush.2」でJ-NETWORKスーパーウェルター級王者廣野祐と対戦し、延長Rで判定負けを喫した。
2009年9月22日、Krush 70kg Tournament 2009 〜Road to MAX〜 準決勝で中島弘貴と対戦し、0-3の判定負け。この試合より所属がteam Pitbullとなった（AJジムは2009年8月末に解散）。
2010年2月13日、チェコ・プラハで開催されたIT'S SHOWTIMEでドラゴと対戦し、0-3の判定負けを喫した。
2010年5月27日、Krush.7のメインイベントで名城裕司と対戦し、左ハイキックでKO負けを喫した。
2010年9月26日、WBCムエタイルール日本統一スーパーウェルター級王座決定戦で武田一也と対戦し、2-1の判定勝ちで初代王座を獲得した。この試合からリングネームを山内 佑太郎に改名した。
2010年12月30日、戦極 Soul of Fightで横山剛と戦極キックボクシングルールで対戦し、1-1の判定ドローをなった。この試合より所属がパワーオブドリームとなった。
2011年5月29日、Krush -70kg初代王座決定トーナメント 〜開幕戦〜で、過去に黒星をつけられている名城裕司と対戦し、延長Rの末3-0の判定勝ちを収めた。
2011年7月16日、Krush -70kg初代王座決定トーナメントの準決勝で、今大会最年少の松倉信太郎と対戦し延長Rの末2-1の判定勝利。決勝では約2年2ヶ月ぶりの再戦となる健太に0-2の判定負けを喫した。
2011年11月26日、NJKF WBCムエタイルール日本統一スーパーウェルター級王座防衛戦で宮越宗一郎と対戦し、3-0の判定負け。王座防衛に失敗する。
2012年10月21日、Krush-EX 2012 vol.5にてKENと対戦し、2-0の判定勝ち。約1年ぶりの復帰戦を勝利で飾る。
2012年12月22日、DEEP三崎和雄引退試合で松井裕馬とKrush公認キックルールで対戦し、2-0の判定価値。この試合より所属がHALEO TOP TEAMとなった。
2013年3月20日、Krush.27にて過去に敗れている中島弘貴と対戦し、2R右ストレートでKO勝ちを収めた。
2021年9月20日のK-1横浜アリーナ大会の城戸康裕戸康裕戦をもって現役を引退した

## 戦績
| キックボクシング 戦績 | キックボクシング 戦績 | キックボクシング 戦績 | キックボクシング 戦績 | キックボクシング 戦績 | キックボクシング 戦績 | キックボクシング 戦績 |
| --------------------- | --------------------- | --------------------- | --------------------- | --------------------- | --------------------- | --------------------- |
| 42 試合               | (T)KO                 | 判定                  | その他                | 引き分け              | 無効試合              |                       |
| 25 勝                 | 12                    | 13                    | 0                     | 5                     | 0                     |                       |
| 12 敗                 | 6                     | 6                     | 0                     | 5                     | 0                     |                       |

| 勝敗 | 対戦相手                     | 試合結果                                    | 大会名 | 開催年月日     |
| ×    | 城戸康裕                     | 2R 2:25 KO                                  | K-1 WORLD GP 2021 JAPAN ～よこはまつり～                                                                             | 2021年9月20日  |
| ○    | 中島弘貴                     | 2R 1:10 KO（右ストレート）                  | Krush.27 | 2013年3月20日  |
| ○    | 松井裕馬                     | 3R終了 判定2-0                              | DEEP 【三崎和雄引退試合】                                                                                            | 2012年12月22日 |
| ○    | KEN                          | 3R終了 判定2-0                              | Krush-EX 2012 vol.5                                                                                                  | 2012年10月21日 |
| ×    | 宮越宗一郎                   | 3R終了 判定0-3                              | NJKF 【WBCムエタイルール日本統一スーパーウェルター級王者防衛戦】                                                     | 2011年11月26日 |
| ×    | 健太                         | 3R終了 判定0-2                              | Krush -70kg初代王座決定トーナメント 〜決勝戦〜 【決勝】                                                              | 2011年7月16日  |
| ○    | 松倉信太郎                   | 延長R終了 判定2-1                           | Krush -70kg初代王座決定トーナメント 〜決勝戦〜 【準決勝】                                                            | 2011年7月16日  |
| ○    | 名城裕司                     | 延長R終了 判定3-0                           | Krush -70kg初代王座決定トーナメント 〜開幕戦〜 【１回戦】                                                            | 2011年5月29日  |
| △    | 横山剛                       | 3R終了 判定1-1                              | 戦極 Soul of Fight                                                                                                   | 2010年12月30日 |
| ○    | 武田一也                     | 5R終了 判定2-1                              | The Path to the World Champion WBCムエタイ世界王者への道 【WBCムエタイルール日本統一スーパーウェルター級王座決定戦】 | 2010年9月26日  |
| ×    | 名城裕司                     | 1R 1:57 KO（左ハイキック）                  | Krush.7 | 2010年5月27日  |
| ×    | ドラゴ                       | 3R終了 判定0-3                              | It's Showtime 2010 Prague                                                                                            | 2010年2月13日  |
| ○    | 濱崎一輝                     | 3R終了 判定3-0                              | Krush-EX 〜新宿 Dog Fight〜                                                                                          | 2009年12月4日  |
| ×    | 中島弘貴                     | 3R終了 判定0-3                              | Krush.4 【Krush 70kg Tournament 2009 〜Road to MAX〜 準決勝】                                                        | 2009年9月22日  |
| ×    | 健太                         | 5R終了 判定0-2                              | ニュージャパンキックボクシング連盟 「ROAD TO REAL KING VI」                                                          | 2009年5月10日  |
| ×    | 廣野祐                       | 3R+延長R 判定0-3                            | 全日本キックボクシング連盟「Krush.2」                                                                                | 2009年3月14日  |
| ○    | 望月竜介                     | 3R 1:55 KO（3ダウン：跳び膝蹴り）           | 全日本キックボクシング連盟「ALL or NOTHING」 【全日本スーパーウェルター級タイトルマッチ】                            | 2008年10月17日 |
| ○    | サムゴー・ギャットモンテープ | 5R終了 判定2-0                              | 全日本キックボクシング連盟「Reverse×Rebirth」                                                                        | 2008年7月26日  |
| ×    | 白虎                         | 延長R終了 判定1-2                           | 全日本キックボクシング連盟「New Year Kick Festival 2008」 【70'sトーナメント 準決勝】                                | 2008年1月4日   |
| ○    | 喜入衆                       | 3R 2:01 TKO（頭部のカット）                 | 全日本キックボクシング連盟「70's」 【70'sトーナメント 1回戦】                                                        | 2007年11月18日 |
| △    | レイ・スターリン             | 5R終了 判定1-1                              | 全日本キックボクシング連盟「Super Fight 2007」                                                                       | 2007年7月29日  |
| ×    | ドラゴ                       | 3R 1:50 TKO（タオル投入）                   | K-1 WORLD MAX 2007 〜世界最終選抜〜                                                                                  | 2007年4月4日   |
| ○    | 望月竜介                     | 3R 2:21 KO（3ノックダウン：パンチ連打）     | 全日本キックボクシング連盟「New Year Kick Festival 2007」 【全日本スーパーウェルター級タイトルマッチ】               | 2007年1月4日   |
| ○    | 白虎                         | 5R 1:23 KO（右ローキック）                  | 全日本キックボクシング連盟 "CUB☆KICK'S 3days" 1st「AJ NIGHT 〜Tradition〜」                                          | 2006年10月7日  |
| ○    | クンタップ・ウィラサクレック | 5R終了 判定3-0                              | M-1 FAIRTEX SINGHA BEER ムエタイチャレンジ「Legend of Elbows 2006 July 9」                                           | 2006年7月9日   |
| ○    | 濱崎一輝                     | 3R 2:43 KO（右膝蹴り）                      | 全日本キックボクシング連盟 「初代全日本スーパーウェルター級王座決定トーナメント 〜決勝戦〜」 【決勝】                | 2006年4月21日  |
| ○    | 吉武龍太郎                   | 3R終了 判定2-0                              | 全日本キックボクシング連盟 「初代全日本スーパーウェルター級王座決定トーナメント 〜決勝戦〜」 【準決勝】              | 2006年4月21日  |
| ○    | 小松隆也                     | 3R 2:20 KO（3ノックダウン：パンチ連打）     | 全日本キックボクシング連盟「SWORD FIGHT 2006」 【初代全日本スーパーウェルター級王座決定トーナメント 1回戦】          | 2006年3月19日  |
| ×    | ミケール・コーライ           | 5R KO（バックスピンキック）                 | LUGANO GRAND PRIX 3（スイス） 【WPKC世界ウェルター級王座決定戦】                                                     | 2005年12月17日 |
| ×    | ゲンナロン・ウィラサクレック | 5R終了 判定1-2                              | 全日本キックボクシング連盟「SWORD FIGHT」                                                                            | 2005年10月16日 |
| ○    | ミルコ・カーン               | 4R 1:23 KO（左ミドルキック）                | 全日本キックボクシング連盟 「SUPER FIGHT 〜日本VS世界・5対5マッチ〜」                                                | 2005年7月24日  |
| △    | 我龍真吾                     | 5R終了 判定0-0                              | 全日本キックボクシング連盟「MOVING」                                                                                 | 2005年2月6日   |
| △    | 山本優弥                     | 5R終了 判定1-0                              | 全日本キックボクシング連盟「The Championship」 【全日本ウェルター級タイトルマッチ】                                  | 2004年11月19日 |
| ×    | ティム・トーマス             | 4R 0:36 TKO（額のカット）                   | 全日本キックボクシング連盟「SUPER FIGHT〜MAXIMAM〜」                                                                 | 2004年7月24日  |
| ○    | 千葉友浩                     | 5R 0:41 KO（右ローキック）                  | 全日本キックボクシング連盟「Fire Wire」                                                                              | 2004年5月16日  |
| ○    | ハイパー・キック・リー       | 2R 2:25 KO（3ノックダウン：パンチ連打）     | 全日本キックボクシング連盟 「全日本ライト級最強決定トーナメント2004 2nd STAGE」                                      | 2004年4月16日  |
| ○    | 山本優弥                     | 5R終了 判定2-0                              | 全日本キックボクシング連盟「Wilderness」 【全日本ウェルター級タイトルマッチ】                                        | 2004年1月4日   |
| ○    | SHIN                         | 1R 2:28 KO（3ノックダウン：右ローキック）   | J-NETWORK「Through The Fire」                                                                                        | 2003年10月19日 |
| ×    | ファビオ・コレーリ           | 5R終了 判定0-3                              | 全日本キックボクシング連盟「KICK OUT」                                                                               | 2003年7月20日  |
| ×    | エマニュエル・ガファロ       | 3R TKO（右眉カット）                        | JAPANESE ATTACK! 〜Night of the SAMURAI〜                                                                            | 2003年5月31日  |
| ○    | 三上洋一郎                   | 4R 1:15 KO（3ノックダウン：膝＆パンチ連打） | 全日本キックボクシング連盟 「全日本ライト級最強決定トーナメント」 【全日本ウェルター級王座決定戦】                   | 2003年3月8日   |
| ○    | 箱崎浩康                     | 3R終了 判定2-0                              | 全日本キックボクシング連盟「KICK ENERGY」 【全日本ウェルター級王座決定トーナメント 準決勝】                          | 2003年1月4日   |
| △    | 諸星幸平                     | 3R終了 判定0-0                              | 全日本キックボクシング連盟「BACK FROM HELL-II」 【全日本ウェルター級王座決定トーナメント 1回戦】                     | 2002年12月8日  |
| ○    | 小松隆也                     | 3R終了 判定2-0                              | 全日本キックボクシング連盟「GOLDEN TRIGGER」                                                                         | 2002年9月6日   |
| ○    | 荒木光                       | 3R終了 判定3-0                              | 全日本キックボクシング連盟「Who's Next 02」                                                                          | 2002年6月16日  |
| ×    | TETSU                        | 3R 0:29 TKO（タオル投入）                   | 全日本キックボクシング連盟「KICK MIND」                                                                              | 2002年1月4日   |

## 獲得タイトル
- 第21代全日本キックボクシング連盟ウェルター級王座
- 初代全日本キックボクシング連盟スーパーウェルター級王座
- 初代WBCムエタイ日本統一スーパーウェルター級王座